# Circumferentia articularis
Als Circumferentia articularis (von lat. circumferentia „Umfassung“ und articulatio „Gelenk“) bezeichnet man in der Anatomie zwei Gelenkflächen der Unterarmknochen:
- Die Circumferentia articularis der Elle (Circumferentia articularis ulnae) liegt an deren unterem (distalem) Ende und artikuliert mit der Incisura ulnaris an der Speiche (Radius).
- Die Circumferentia articularis der Speiche (Circumferentia articularis radii) liegt an deren oberem Ende und umfasst kranzartig den Speichenkopf (Caput radii). Sie steht mit der Incisura radialis der Elle (Ulna) in Verbindung.

Beide Gelenkflächen sind Teil der Ellen-Speichen-Gelenke (Articulatio radioulnaris proximalis und Articulatio radioulnaris distalis), welche Umwendebewegungen der Hand (Pronation und Supination) ermöglichen. Sie bilden den Gelenkkopf des jeweiligen Radgelenks.